# هوورفانیک
هوورفانیک (به انگلیسی: Hooverphonic) گروه راک/پاپ بلژیکی است که در سال ۱۹۹۵ شکل گرفت در واقع در اصل این گروه با نام "هوور" بود، اما بعدها نام خود را برای جلوگیری از هر گونه مسائل قانونی با "شرکت جارو برقی هوور" با نام هوورفانیک جایگزین کرد. در ۱۰ اکتبر ۲۰۰۸، Geike Arnaert، یکی از خوانندگان گروه، اعلام کرد او در پایان سال برای حرفهٔ انفرادی از این گروه جدا خواهد شد. آخرین کنسرت هوورفانیک در تاریخ ۱۳ دسامبر ۲۰۰۸ در تله باشگاه، Ekaterinburg، روسیه توسط ایستگاه‌های محلی ام‌تی‌وی فیلم‌برداری شد و در تلویزیون روسیه در سال ۲۰۰۹ نشان داده شد.

## نگارخانه

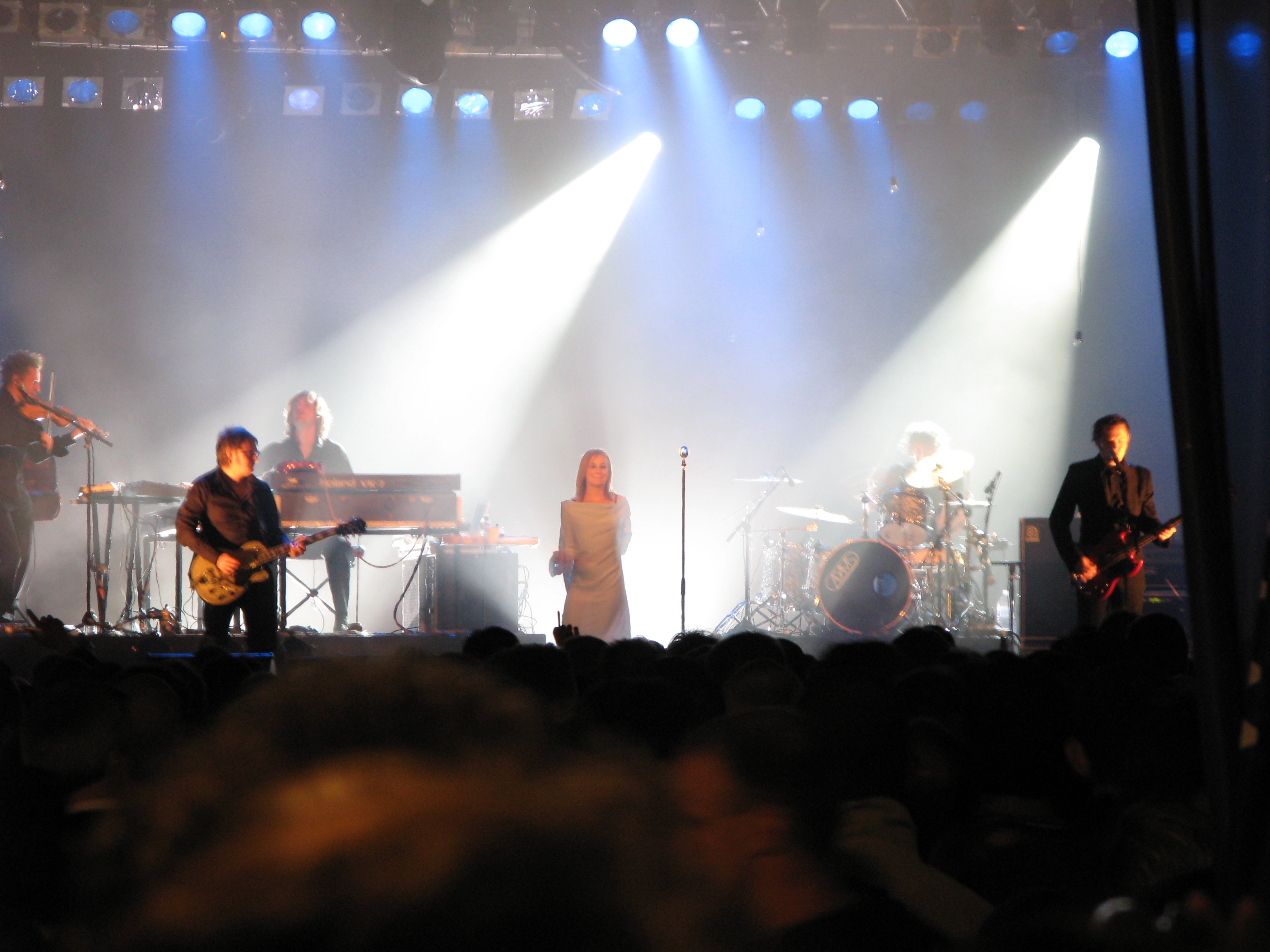